# Apogon cyanotaenia
Apogon cyanotaenia är en fiskart som beskrevs av Bleeker, 1853. Apogon cyanotaenia ingår i släktet Apogon och familjen Apogonidae. Inga underarter finns listade i Catalogue of Life.